# Saints of the Underground
Saints of the Underground — американская хард-рок-группа, созданная в 2006 году барабанщиком Ratt Бобби Блотцером и гитаристом Кери Келли, в то время игравшем у Элиса Купера. Они пригласили бывшего вокалиста Warrant Джени Лэйна и басиста Ratt Робби Крэйна. Сначала музыканты в свободное от участия в основных группах время играли кавер-версии любимых песен. Им так понравилось взаимопонимание, царящее на этих джем-сессиях, что они начали размышлять о написании собственного материала. Первоначальным названием группы было Angel City Outlaws.
Первый (и на данный момент последний) альбом, озаглавленный Love the Sin, Hate the Sinner, был записан в студиях Бобби Блотцера (бас и ударные) и Кери Келли (гитара и вокал), и спродюсирован Келли, Блотцером и Джени Лэйном. Микшированием альбома занялся известный продюсер/звукоинженер Энди Джонс, который работал с такими группами, как The Rolling Stones и Led Zeppelin.
В 2008 году Джейни Лэйн вернулся в Warrant в качестве вокалиста и отправился с ними в тур, но в конце лета того же года снова покинул группу. Кери Келли продолжает выступать с Элисом Купером, а Бобби Блотцер и Робби Крэйн — со своей группой Ratt.
11 августа 2011 года Джени Лэйн был найден мёртвым в одном из номеров гостиницы Comfort Inn в Вудленд-Хиллз, Калифорния, чем поставил будущее группы под сомнение.

## Состав
Бывшие участники
- Кери Келли — гитара (2006–2011)
- Бобби Блотцер — ударные (2006–2011)
- Робби Крэйн — бас-гитара (2006–2011)
- Джени Лэйн — вокал (2006–2011)

## Дискография
Студийные альбомы
- Love the Sin, Hate the Sinner (2008)